# Каролина Пантерз
Кароли́на Пантерз (англ. Carolina Panthers) — профессиональный клуб по американскому футболу из Шарлотт, штата Северная Каролина, выступающий в Национальной футбольной лиге. Является членом Южного дивизиона Национальной футбольной конференции. Основан в 1993 году.
«Пантерз» — относительно молодая команда, пока ещё не завоевавшая главного трофея лиги. Лучшим результатом клуба был выход в финал Супербоула XXXVIII в 2003 году, в котором «Пантеры» в близкой борьбе со счётом 29-32 уступили чемпионство клубу «Нью-Ингленд Пэтриотс». Они повторно вышли в финал Супербоула 50 в 2016 году, где вновь уступили на этот раз «Денвер Бронкос» со счётом 10-24. Клуб также дважды становился финалистом чемпионата Национальной футбольной конференции (1996, 2005).

## История

### Начало
15 декабря 1987 года предприниматель Джерри Ричардсон сообщил о своей заявке на расширение франшизы НФЛ за счёт Каролины. Уроженец Северной Каролины, Ричардсон был бывшим уайд ресивером в Балтимор Колтс, использовавшим свой бонус от лиги за победу в чемпионате 1959 года чтобы стать соучредителем ресторанной сети Hardee's и впоследствии ставший президентом и CEO TW Services. В своём замысле он черпал вдохновение в опыте Джорджа Шинна, добившегося успешной заявки в НБА для «Шарлотт Хорнетс» из одноимённого города в Северной Каролине. Ричардсон основал ограниченное партнёрство Richardson Sports, в которое помимо него и его семьи вошёл ряд бизнесменов из Северной и Южной Каролины. Стадион было решено разместить в центральном районе города Шарлотт, всего рассматривалось четыре варианта.
Чтобы подчеркнуть существование запроса на профессиональный американский футбол в Каролине, Richardson Sports с 1989 по 1991 год провело ряд предсезонных игр между действующими командами НФЛ по всему региону. Первые два матча прошли в Северной Каролине: на «Картер–Финли Стэдиум» (Роли) и «Кенан Мемориал Стэдиум» (Чапел-Хилл), в то время как третий и финальный матч состоялся на «Уильямс-Брайс Стэдиум» в южно-каролинской Колумбии. В 1991 году инициативная группа подала официальную заявку на расширение франшизы, 26 октября 1993 года все 28 владельцев команд НФЛ признали «Каролина Пантерз» новым участником лиги.

### Первые годы (1995—2001)

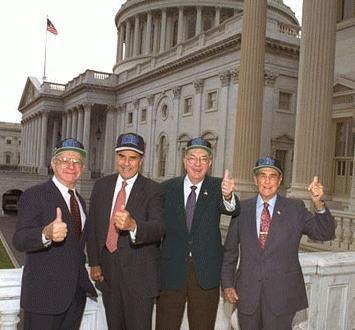
Американские сенаторы Лок Фэрклот (Северная Каролина), Боб Доул (Канзас), Джесси Хелмс (Северная Каролина) и Стром Тэрмонд (Южная Каролина) выступают в поддержку «Каролина Пантерз».

Стартовым сезоном для "пантер" наступил в 1994 году; вместе с «Джэксонвилл Джагуарс» они были новыми командами НФЛ в том сезоне. Вступительный взнос для каждого из двух клубов составил 140 млн. долл. Команда была помещена в Западный дивизион Национальной футбольной конференции с целью увеличить число играющих там клубов до пяти; там уже присутствовали два других представителя юго-востока США («Атланта Фэлконс» и «Нью-Орлеан Сэйнтс»). Первым главным тренером стал бывший координатор защиты Питтсбург Стилерз Дом Каперс. Свой премьерный сезон команда завершила с 7 победами и 9 поражениями, что было лучшим результатом для команды расширения. Во втором сезоне результаты были ещё лучше — 12:4, победа в западном дивизионе и прохождение первого раунда плей-офф (в дивизионном раунде был обыгран прошлогодний обладатель Супербоула «Даллас Ковбойз», но в чемпионском раунде НФК команда уступила будущим чемпионам «Грин-Бей Пэкерс»). В следующем сезоне команда продемонстрировала свои дебютные показатели (7—9), по итогу следующего сезона (4—12) Capers был отправлен в отставку.
Пантеры наняли бывшего главного тренера «Сан-Франциско Форти Найнерс» Джордж Зейферт, и в сезоне 1999 года он дал рекордные 8:8. В 2000 году команда завершила сезон с 7:9, в следующем году команда из 16 игр смогла выиграть только одну (данное выступление обновило рекорд НФЛ по наибольшему числу последовательных поражений, которым ранее владели «Тампа-Бэй Бакканирс». Достижение было побито в 2008 году «Детройт Лайонс»), из-за чего Зейферт был уволен.

### Переезд в Южный дивизион, первая игра за Супербоул (2002—2003)
После расширения НФЛ до 32 команд в 2002 году «Пантеры» были переведены в новый южный дивизион НФК, к уже имевшимся соперникам в лице команд из Атланты и Нью-Орлеана добавились «Тампа-Бэй Бакканирс». Главным тренером команда стал бывший координатор защиты «Нью-Йорк Джайентс» Джон Фокс, при котором сезон 2002 года команда окончила с 7 победами и 9 поражениями. Хотя оборона команды была второй в НФЛ по числу пропущенных ярдов, её атака была второй из худших в НФЛ по числу пройденных ярдовd. В следующем регулярном сезоне «Пантеры» улучшили свой результат до 11:5, выиграли южный дивизион и вышли в Супербоул XXXVIII, где уступили «Нью-Ингленд Пэтриотс» со счётом 32-29. Сам матч был назван спортивным журналистом Питером Кингом «Величайшим Супербоулом всех времён», ибо игра «была прекрасной чемпионской битвой, полной всего, что делает футбол драматичным, истощающим, энергичным, сводящим с ума, фантастическим и захватывающим». Также он высоко оценил, среди прочего, непредсказуемость игру, работу тренеров и заключительную часть игры. Матч до сих пор считается одним из лучших Супербоулов, и по мнению журналиста NPR в Шарлотт Скотта Ягова участие «Каролины Пантерз» ознаменовало выход города на национальную сцену.

### 2004—2009
Начав в 2004 году с 1:7, Пантеры несмотря на потерю 14 игроков из-за травм смогли завершить сезон с 6 победами в 7 оставшихся матчах. Последней игрой стал матч с Новым Орлеаном, поражение в котором лишило их шанса на выход в плей-офф и к конечному соотношению 7:9. В 2005 году команда улучшила свои результаты до 11:5, уступили Тампе первое место в дивизионе и вышли в плей-офф через уайлд-кард. В первом раунде соперником жителей Каролины стали Нью-Йорк Джайентс, победа над которыми со счётом 23-0 стала первым победой с сухим счётом для домашней команды в истории плей-офф НФЛ с 1980 года. На следующей неделе со счётом 29-21 были повержены Чикаго Беарз, но в этой игре были травмированы ключевые игроки: дефенсив энд Джулиус Пепперс и раннинбек and Дешон Фостер. Далее Пантеры потерпели поражение Сиэтл Сихокс со счётом 34-14, на чём сезон для них был окончен.
Хотя в новом сезоне Пантеры были фаворитами южного дивизиона НФК, его они окончили с 8 победами и 8 поражениями. В сезоне 2007 года после утраты в начале сезона квотербека Jake Delhomme финальные результаты команды были 7:9. В следующем году Пантеры завершили сезон с 12 победами и 4 поражениями, выиграли родной дивизион и досрочное прохождение первого раунда плей-офф. В дивизионном раунде они потерпели поражение от будущих чемпионов Аризона Кардиналс со счётом 33-13. Перед выбытием защитника Джека Деломма до конца сезона 2009 года из-за сломанного пальца команда имела результаты 4:7, его сменщик Мэтт Мур привёл команду к промежуточным результатам 4:1 и финальным 8:8.

### Главный тренер Рон Ривера (2010—2017)

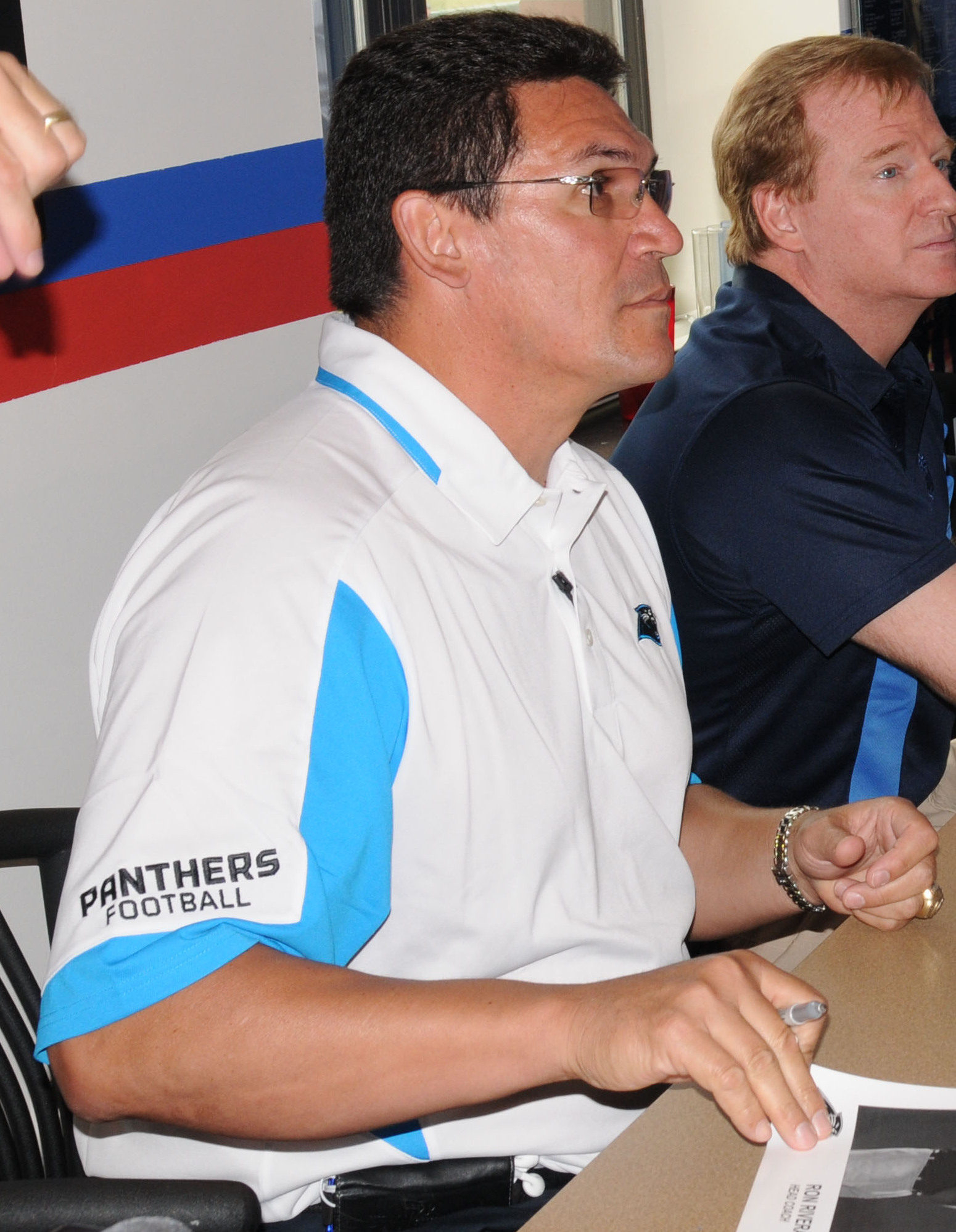
Рон Ривера.

В сезоне 2010 года, после ухода Деломма в межсезонье в «Кливленд Браунс», команда окончила сезон с наихудшим рещультатом лиги в том году — 2:14. Контракт Джона Фокса истёк после концовки сезона, он не был продлён ни со специалистом, ни с членами его команды.
Новым главным тренером стал Рон Ривера, в ходе драфта были взят квотербек Кэм Ньютон. Сезон был начат с 2 побед и 6 поражений, и завершён с результатами 6:10, Ньютон был признан AP Offensive Rookie of the Year. После усиления защиты Люком Кикли в ходе драфта 2012 года, Пантеры открыли сезон с 5 поражениями из 6, из-за чего был уволен генеральный менеджер Марти Хенри. В итоге команда вышла на 7:9, подобный сильный результат способствовал сохранению Риверы своего места. В следующем году случился победный сезон (12:4), в третий раз Пантеры выиграли южный дивизион НФК и ещё один выход в плей-офф, но проиграли в дивизионном раунде Сан-Франциско. В 2014 году сезон был начат с 2 побед, но после 12 игр статистика была 3:8:1, только благодаря четырём победам в конце сезона Каролина снова стала чемпионом родного дивизиона и право на участие в плей-офф. Команда в ходе плей-офф уайлд кард одолела Аризона Кэрдиналс со счётом 27-16, но уступила в дивизионном раунде будущему чемпиону НФК Сиэтлу со счётом 31-17. Сезон 2015 года был начат с результатом 14:0 и закончен с 15:1, что стало лучшим регулярным результатом в истории НФК. Пантеры снова стали чемпионами южного дивизиона и участником плей-офф с лучшим посевом. В дивизионном плей-офф ими был одолён Сиэтл (31-24), в финале конференции — Аризона (49-15), в Супербоул L они потерпели поражение от Денвер Бронкос (24-10)
В сезоне 2016 года результаты команды ухудшились (6:10), последнее место в дивизионе и не участие в плей-офф впервые с 2012 года. В следующем году Пантеры окончили сезон с 11 победами и 5 поражениями, заняв 5 место в итоговой таблице НФК. В плей-офф Wild Card	они проиграли Новому Орлеану со счётом 31-26, что стало первым поражением на этом этапе в истории команды.

### Новый владелец (2018 — н.в.)
16 мая 2018 года бывший миноритарный владелец Питтсбург Стилерз и миллиардер-инвестор Дэвид Теппер договорился о покупке Пантерз за рекордные 2,3 миллиарда долларов. 22 мая соглашение было одобрено лигой, сделка была закрыта 9 июля. Начав сезон с 6 побед и 2 поражений, команда окончила сезон 7-9 и заняла последнее место в своём дивизионе.
Сезон 2019 был начат с 5-3, но к финишу показатели были 5-11; позже в этом сезоне владелец уволил Риверу с должности главного тренера. Временно исполнявший обязанности тренера Пэрри Фьюэлл закончил сезон с результатом 0-4.
7 января 2020 года команду «Каролина Пантерз» возглавил главный тренер Бэйлор Беарс Мэтт Рул, контракт был заключён на семилетний срок. 15 января 2020 года Люк Кикли анонсировал свой уход из НФЛ. 17 марта 2020 года на три года за 63 миллиона долларов был подписан[уточнить] выступавший за Миннесота Вайкингс Тедди Бриджвотер. В конце июня Кэм Ньютон перешёл в Нью-Ингленд Пэтриотс на один год за 7,5 миллионов долларов.
Сезон 2020 года команда завершила с результатом 5-11 и на третьем месте в родном дивизионе, лишившись возможности участвовать в плей-офф после поражения от «Грин-Бей Пэкерс» на пятнадцатой неделе.

## Стадион
С 2004 года «Пантерз» проводят домашние матчи на расположенном в центре Шарлотт «Банк оф Америка Стэдиум», вмещающем 74 455 зрителей.

## Стадион и тренировочные помещения

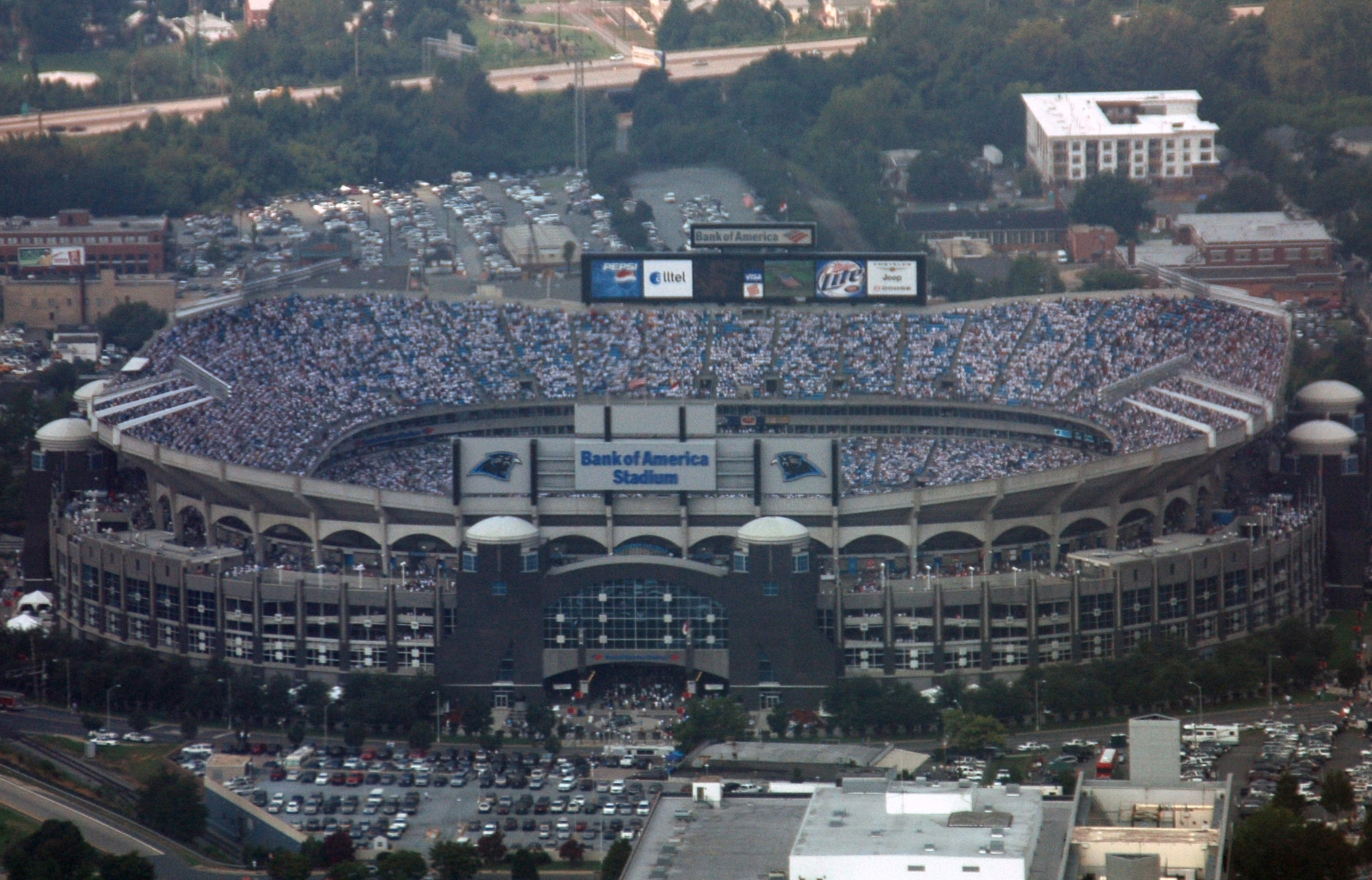
«Банк оф Америка Стэдиум» (фотография 2006 года).

Так как строительство стадиона в Шарлотт было незакончено, свой первый сезон «Пантеры» отыграли на «Мемориал Стэдиум» в Клемсоне, Южная Каролина. Летом 1996 года был открыт «Эрикссон Стэдиум», переименованный в 2004 году в «Банк оф Америка Стэдиум». Стадион полностью принадлежат команде из Каролины, что является одним из немногих примеров в НФЛ. Стадион был спроектирован HOK Sports Facilities Group, и также является штабом и административным центром для команды. В некоторые дни на стадионе проводятся общественные и частные экскурсии.
Две бронзовые статуи пантер расположены у каждого из трёх входов на стадион; это самые большие статуи в США., а у основания каждой статуи выгравированы имена первоначальных владельцев команды. Первыми двумя членами зала славы команды стали её директор Майк Маккормас и лайнбекер Сэм Миллс, также удостоенные прижизненных бронзовых статуй за пределами стадиона. Миллс также является единственным игроком в зала славы за 20-летнюю историю клуба и человеком, чей номер (#51) был выведен из обращения в 2016 году.

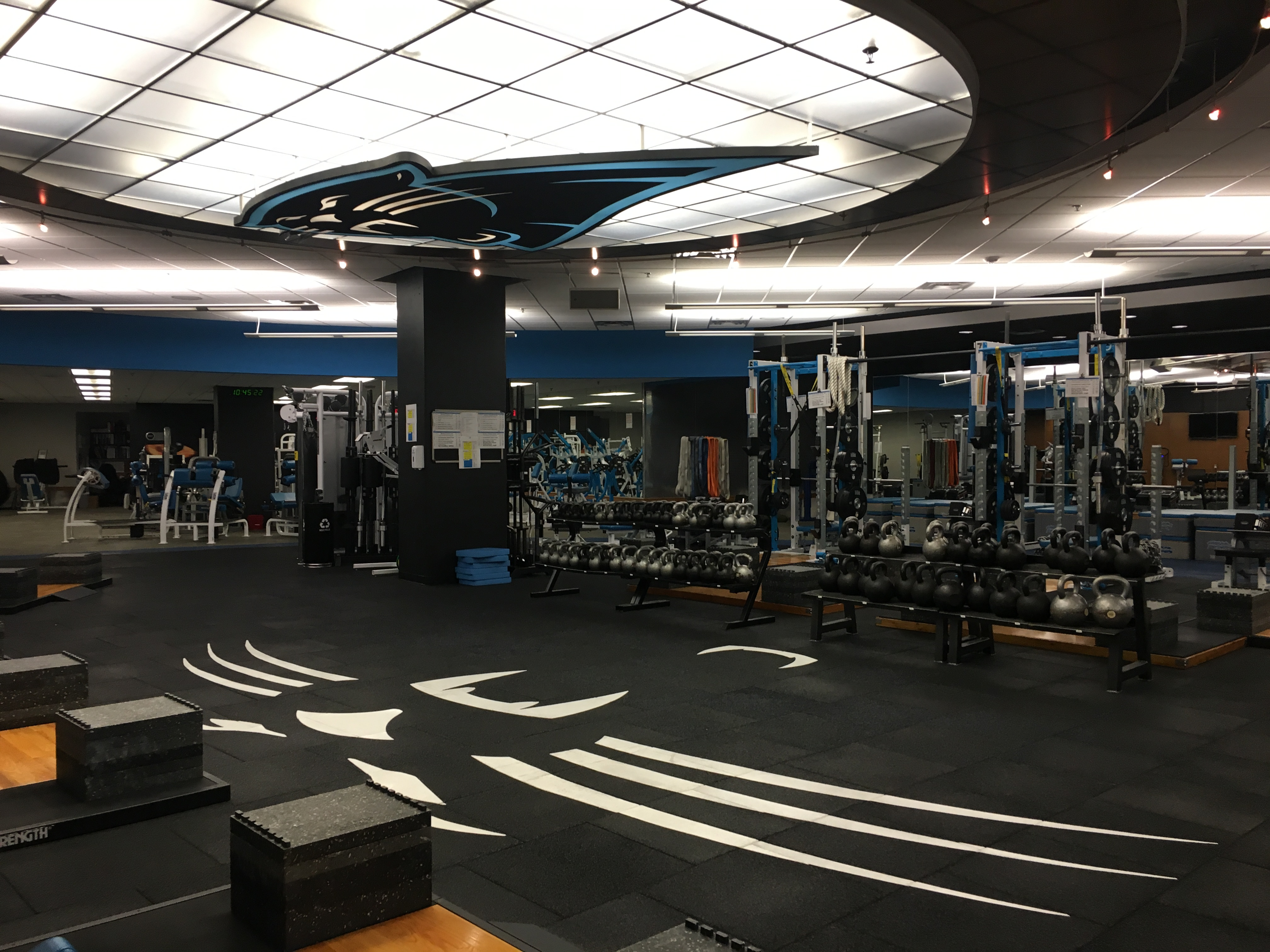
Помещение для команды.

В распоряжении пантер есть три открытых поля для тренировок, расположенные рядом со стадионом. В ходе сезона 1996 года команда тренировалась в Winthrop University в Рок-Хилле. Так как поля и стадион расположены в аптауне Шарлотта, тренировки команды можно рассмотреть с небоскрёбов и расположенного через улицу четырёхэтажного кондоминиума. Согласно распространённой шутке, конкуренты по южному дивизиону сообща купили комнату в этом здании, пожар в которой был делом рук пантер. Для предотвращения наблюдения посторонними людьми тренировок команды, ею были добавлены «стратегически расположенные деревья и брезент… над забором, окружающим поля». Также была нанята команда безопасности, которые должны следить за проходящими у забора и отгонять наблюдателей. При плохой погоде тренировки проводятся в закрытом комплексе в 16 км от стадиона, которым клуб не владеет. Ежегодный тренировочный лагерь команда проводит в Wofford College в Спартанберге, Южная Каролина.

## Культура

### Радио и телевидение

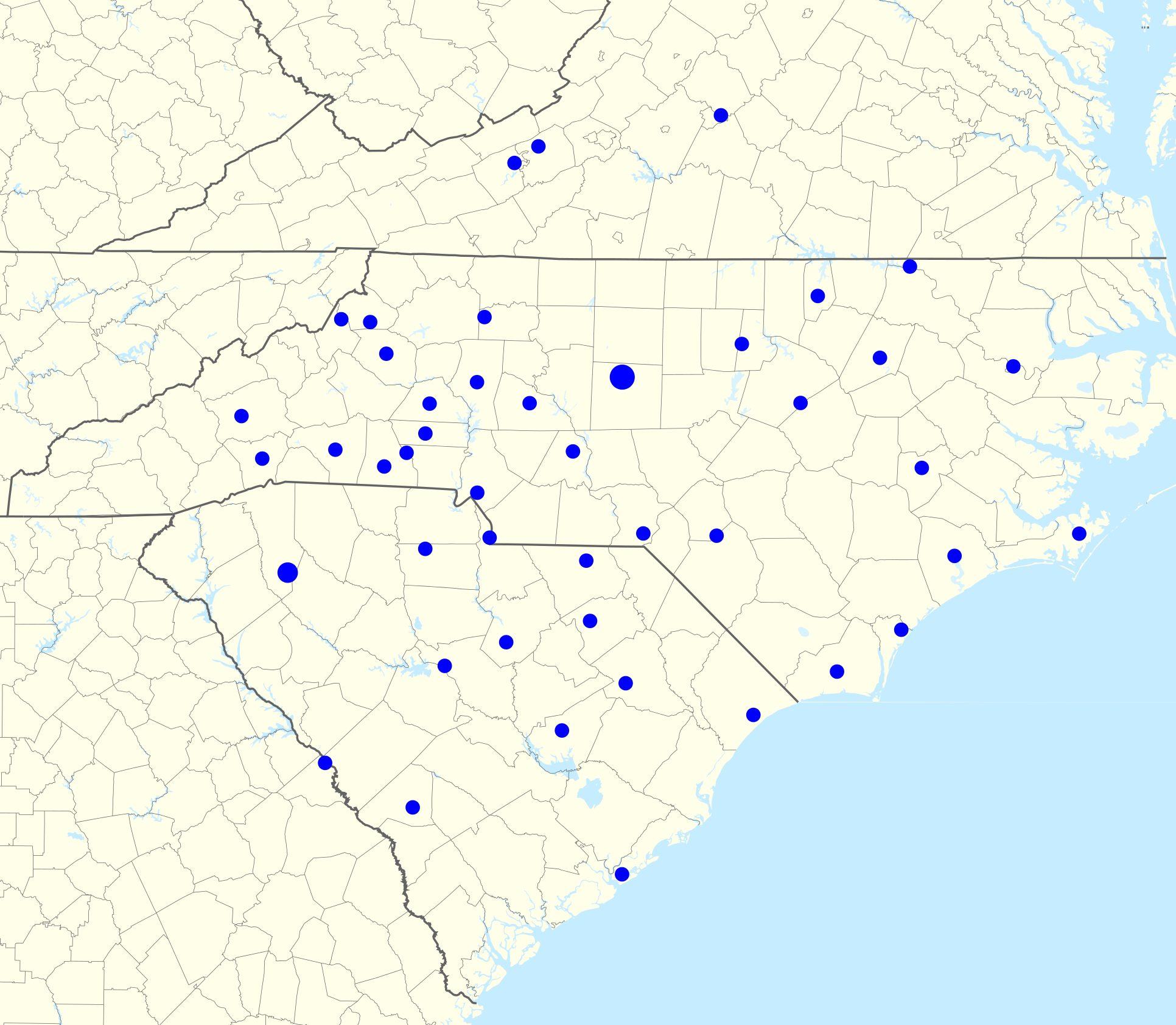
Карта радиостанций, транслирующих игры Каролина Пантерс.

Радио освещение игр команды ведётся через флагманскую радиостанцию WBT (1110 AM) и через Carolina Panthers Radio Network, филиалы которой расположены в штатах Вирджиния, Джорджия и обеих Каролинах. Радиовещательна команду "Пантер" состоит из комментатора Мика Миксона (с 1995 по 2004 г. его место занимал Билл Росински), аналитика Юджина Робинсона и студийного ведущего и спортивного директора WBT Джима Сёке. Радиосеть освещает предыгровых событий, транслирует игры и подводит их итоги. Также выходит еженедельная программа Panther Talk прямиком из «Банк оф Америка Стэдиум», в которой поклонники команды в прямом эфире могут встретиться и расспросить её игроков
Национальные и кабельные телесети транслируют каждую сезонную игру команды, а также некоторые предсезонные матчи. На местном уровне подразделение телесети Fox WJZY транслирует большую часть регулярного сезона, в то время как любые домашние матчи против команд АФК выходят на филиале CBS WBTV. Любые выступление в общенациональной программе Monday Night Football выходят в прямом эфире на филиале ABC WSOC-TV, в то время как появления в конце сезона на Thursday Night Football появляются на WBTV. Игры в воскресенье вечером и некоторые вечерние матчи по четвергам показывает филиал NBC WCNC-TV.
Все предсезонные и специальные командные матчи транслируются Carolina Panthers Television Network с флагманской телестанцией WSOC-TV в Шарлотт и четырнадцатью партнёрскими станциями в Вирджинии, Джорджии, обеих Каролинах и Теннесси. С сезона 2019 г. WSOC стала телевизионным партнёром "Пантер", заменив WCCB, в свою очередь ставшего партнёром после прекращения сотрудничества Fox и WJZY в 2013 г.. Команда телевизионного вещания состоит из комментатора Майка Моргана, аналитика и бывшего игрока "Каролины" Майка РакераRucker и репортёра боковой линии Пита Янити. Сеть также выпускает программу The Panthers Huddle, посвящённое анализу будущего соперника команды. На WCNC-TV выходит постигровое шоу Panthers Gameday, которое ведут Расс Оуэнс и бывший игрок команды кевин Доннали.
Также в США идёт трансляции игр на испанском языке через восемь радиостанций-партнёров с флагманом в лице радиостанции WGSP-FM из Пажленде, ретрансляция идёт и в Мексике на местных радиостанциях. Комментатором является Хайме Морено, в то время как его племянник Луис Морено-младший выполняет работу аналитика. Дуэт стал популярным даже среди англоязычных поклонников "Пантер" за свой энергичный и красочный стиль комментирования.

## Противостояния
Главными соперниками для Каролина Пантерз являются их коллеги по южному дивизиону НФК в лице Атланта Фэлконс, Нью-Орлеан Сэйнтс и Тампа-Бэй Бакканирс., но наиболее принципиальные — Фэлконс и Бакканирс.
Атланта Фэлконс являются соперником Пантерз и по географической причине, ибо Атланта расположена всего в 230 милях к югу от I-85. Команды играют друг с другом дважды в год, матчи отмечены присутствием большого контингента болельщиков гостей (каролинской команды на Mercedes-Benz Stadium и атлантской на Bank of America Stadium).
Противостояние Пантерс с Тампа-Бэй Бакканирс считается наиболее принципиальным в южном дивизионе НФК. Оно появилось с момента возникновения дивизиона в 2002 году, но начало накаляться перед сезоном 2003 года из-за словесных выпадов игроков обеих команд. Дерби вылилось в ряд травм для игроков обеих команд..
Во время пребывания в западном дивизионе НФК Пантерз начали развивать противостояние с Сан-Франциско Форти Найнерс, прекратившееся после переезда восточной команды в южный дивизион.

## Состав
Состав Каролина Пантерз в 2015/2016 сезоне.
| Номер | Имя                | Позиция                   | Дата рождения             | Рост | Вес | Страна   |
| ----- | ------------------ | ------------------------- | ------------------------- | ---- | --- | -------- |
| 1     | Кэм Ньютон         | квотербек                 | 11 мая 1989 (36 лет)      | 198  | 113 | Флаг США |
| 3     | Дерек Андерсон     | квотербек                 | 15 июня 1983 (42 года)    | 198  | 107 | Флаг США |
| 14    | Джо Вебб           | квотербек                 | 14 ноября 1986 (38 лет)   | 193  | 104 | Флаг США |
| 34    | Камерон Артис-Пейн | Раннинбек                 | 23 июня 1990 (35 лет)     | 178  | 96  | Флаг США |
| 43    | Фоззи Уитакер      | Раннинбек                 | 2 февраля 1989 (36 лет)   | 178  | 92  | Флаг США |
| 28    | Джонатан Стюарт    | Раннинбек                 | 21 марта 1987 (38 лет)    | 178  | 107 | Флаг США |
| 35    | Майк Толберт       | Раннинбек (FB)            | 23 ноября 1985 (39 лет)   | 173  | 113 | Флаг США |
| 32    | Брендон Вегхер     | Раннинбек                 | 23 ноября 1985 (39 лет)   | 173  | 113 | Флаг США |
| 13    | Кельвин Бенджамин  | Уайд ресивер              | 5 февраля 1991 (34 года)  | 198  | 111 | Флаг США |
| 11    | Брентон Берсин     | Уайд ресивер              | 9 мая 1990 (35 лет)       | 191  | 95  | Флаг США |
| 10    | Кори Браун         | Уайд ресивер              | 16 декабря 1991 (33 года) | 180  | 82  | Флаг США |
| 87    | Стивен Хилл        | Уайд ресивер              | 25 апреля 1991 (34 года)  | 193  | 98  | Флаг США |
| 19    | Тед Гинн           | Уайд ресивер              | 12 апреля 1985 (40 лет)   | 180  | 84  | Флаг США |
| 81    | Кевин Норвуд       | Уайд ресивер              | 21 сентября 1989 (35 лет) | 188  | 91  | Флаг США |
| 17    | Девин Фунчесс      | Уайд ресивер              | 21 мая 1994 (31 год)      | 193  | 102 | Флаг США |
| 82    | Джерико Кортери    | Уайд ресивер              | 16 июня 1982 (43 года)    | 185  | 93  | Флаг США |
| 84    | Эд Диксон          | Тайт-энд                  | 25 июля 1987 (37 лет)     | 193  | 116 | Флаг США |
| 47    | Ричи Брокел        | Тайт-энд                  | 24 июля 1986 (38 лет)     | 185  | 114 | Флаг США |
| 88    | Грег Олсен         | Тайт-энд                  | 11 марта 1985 (40 лет)    | 196  | 114 | Флаг США |
| 67    | Райан Кэлил        | Лайнмен Центр (C)         | 29 марта 1985 (40 лет)    | 188  | 139 | Флаг США |
| 61    | Фернандо Веласко   | Лайнмен Центр (C)         | 22 февраля 1985 (40 лет)  | 193  | 142 | Флаг США |
| 68    | Эндрю Норвелл      | Лайнмен Оффенсив гард (G) | 21 октября 1991 (33 года) | 198  | 141 | Флаг США |
| 69    | Тайронн Грин       | Лайнмен Оффенсив гард (G) | 6 апреля 1986 (39 лет)    | 188  | 143 | Флаг США |
| 79    | Крис Скотт         | Лайнмен Оффенсив гард (G) | 4 августа 1987 (37 лет)   | 193  | 156 | Флаг США |
| 70    | Трей Тернер        | Лайнмен Оффенсив гард (G) | 14 июля 1993 (32 года)    | 191  | 145 | Флаг США |
| 66    | Амини Силатоли     | Лайнмен Оффенсив гард(G)  | 16 сентября 1988 (36 лет) | 193  | 143 | Флаг США |
| 59    | Люк Кикли          | Миддл лайнбекер (MLB)     | 20 апреля 1991 (34 года)  | 191  | 107 | Флаг США |
| 53    | Бен Джакобс        | Миддл лайнбекер (MLB)     | 17 апреля 1988 (37 лет)   | 193  | 110 | Флаг США |
| 55    | Девид Мэйо         | Миддл лайнбекер (MLB)     | 20 апреля 1991 (34 года)  | 188  | 109 | Флаг США |
| 58    | Томас Дэвис        | Аутсайд лайнбекер (OLB)   | 22 марта 1983 (42 года)   | 185  | 107 | Флаг США |
| 56    | А.Д. Клайн         | Аутсайд лайнбекер (OLB)   | 30 июля 1991 (33 года)    | 185  | 113 | Флаг США |
| 54    | Шак Томпсон        | Аутсайд лайнбекер (OLB)   | 21 апреля 1994 (31 год)   | 183  | 103 | Флаг США |
| 97    | Марио Аддисон      | Дефенсив энд (DE)         | 6 сентября 1987 (37 лет)  | 191  | 115 | Флаг США |
| 69    | Джаред Аллен       | Дефенсив энд (DE)         | 3 апреля 1982 (43 года)   | 198  | 116 | Флаг США |
| 91    | Раен Делаир        | Дефенсив энд (DE)         | 17 января 1992 (33 года)  | 193  | 115 | Флаг США |
| 94    | Кони Ёли           | Дефенсив энд (DE)         | 21 декабря 1991 (33 года) | 193  | 124 | Флаг США |
| 92    | Дван Эдвардс       | Дефенсив тэкл (DT)        | 16 мая 1981 (44 года)     | 191  | 137 | Флаг США |
| 98    | Стар Лотулелеи     | Дефенсив тэкл (DT)        | 20 декабря 1989 (35 лет)  | 188  | 145 | Флаг США |
| 93    | Кайл Лав           | Дефенсив тэкл (DT)        | 18 ноября 1986 (38 лет)   | 185  | 143 | Флаг США |
| 99    | Каванн Шорт        | Дефенсив тэкл (DT)        | 2 февраля 1989 (36 лет)   | 191  | 143 | Флаг США |
| 25    | Бене Бенвикере     | Корнербек (CB)            | 3 сентября 1991 (33 года) | 180  | 88  | Флаг США |
| 24    | Джош Норман        | Корнербек (CB)            | 14 января 1987 (38 лет)   | 183  | 88  | Флаг США |
| 31    | Шарлес Тиллман     | Корнербек (CB)            | 23 февраля 1981 (44 года) | 185  | 90  | Флаг США |
| 21    | Тедди Вильямс      | Корнербек (CB)            | 3 июля 1988 (37 лет)      | 185  | 94  | Флаг США |
| 41    | Роман Харпер       | Сэйфти (S)                | 11 декабря 1982 (42 года) | 185  | 91  | Флаг США |
| 33    | Трэ Бостон         | Сэйфти (S)                | 21 июня 1992 (33 года)    | 185  | 93  | Флаг США |
| 20    | Курт Коулман       | Сэйфти (S)                | 1 августа 1988 (36 лет)   | 180  | 91  | Флаг США |
| 42    | Колин Джоунс       | Сэйфти (S)                | 27 октября 1987 (37 лет)  | 183  | 95  | Флаг США |
| 29    | Дэн Марлоу         | Сэйфти (S)                | 21 июля 1992 (32 года)    | 188  | 93  | Флаг США |
| 9     | Грэхем Гано        | Кикер (K)                 | 9 апреля 1987 (38 лет)    | 188  | 89  | Флаг США |
| 44    | Дж. Дж. Дженсон    | Лонг снэппер (LS)         | 20 января 1986 (39 лет)   | 188  | 111 | Флаг США |
| 8     | Брад Нортман       | Пантер (P)                | 12 сентября 1989 (35 лет) | 188  | 96  | Флаг США |

## Показатели
| Статистика выступлений «Каролины Пантерз» |           |                     |                    |                                      |
| Сезон                                     | Результат | Позиция в дивизионе | Участие в плей-офф | Результат                            |
| 1995                                      | 7-9       | 4                   | Нет                |                                      |
| 1996                                      | 12-4      | 1                   | Да                 |                                      |
| 1997                                      | 7-9       | 2                   | Нет                |                                      |
| 1998                                      | 4-12      | 4                   | Нет                |                                      |
| 1999                                      | 8-8       | 2                   | Нет                |                                      |
| 2000                                      | 7-9       | 3                   | Нет                |                                      |
| 2001                                      | 1-15      | 5                   | Нет                |                                      |
| 2002                                      | 7-9       | 4                   | Нет                |                                      |
| 2003                                      | 11-5      | 1                   | Да                 | Проиграли в финале Супербоул XXXVIII |
| 2004                                      | 7-9       | 3                   | Нет                |                                      |
| 2005                                      | 11-5      | 2                   | Да                 |                                      |
| 2006                                      | 8-8       | 2                   | Нет                |                                      |
| 2007                                      | 7-9       | 2                   | Нет                |                                      |
| 2008                                      | 12-4      | 1                   | Да                 | Проиграли в дивизионном раунде       |
| 2009                                      | 8-8       | 3                   | Нет                |                                      |
| 2010                                      | 2-14      | 4                   | Нет                |                                      |
| 2011                                      | 6-10      | 3                   | Нет                |                                      |
| 2012                                      | 7-9       | 2                   | Нет                |                                      |
| 2013                                      | 12-4      | 1                   | Да                 | Проиграли в дивизионном раунде       |
| 2014                                      | 7-8-1     | 1                   | Да                 | Проиграли в дивизионном раунде       |
| 2015                                      | 15-1-0    | 1                   | Да                 | Проиграли в финале Супербоул 50      |
| 2016                                      | 6-10-0    | 4                   | Нет                |                                      |
| 2017                                      | 11-5-0    | 2                   | Да                 | Проиграли в раунде Wild Card         |
| 2018                                      | 7-9-0     | 3                   | Нет                |                                      |
| 2019                                      | 5-11-0    | 4                   | Нет                |                                      |
| 2020                                      | 5-11-0    |                     | Нет                |                                      |
| 2021                                      | 5-12-0    |                     | Нет                |                                      |
| 2022                                      | 7-10-0    |                     | Нет                |                                      |
| 2023                                      | 2-15-0    |                     | Нет                |                                      |
| 2024                                      | 5-12-0    |                     | Нет                |                                      |